# Accident del transbordador espacial Columbia
L'accident del transbordador espacial Columbia fou un accident espacial que es produí l'1 de febrer del 2003 durant la missió STS-107, fet que provocà la destrucció del transbordador i la mort dels set tripulants durant la reentrada atmosfèrica.

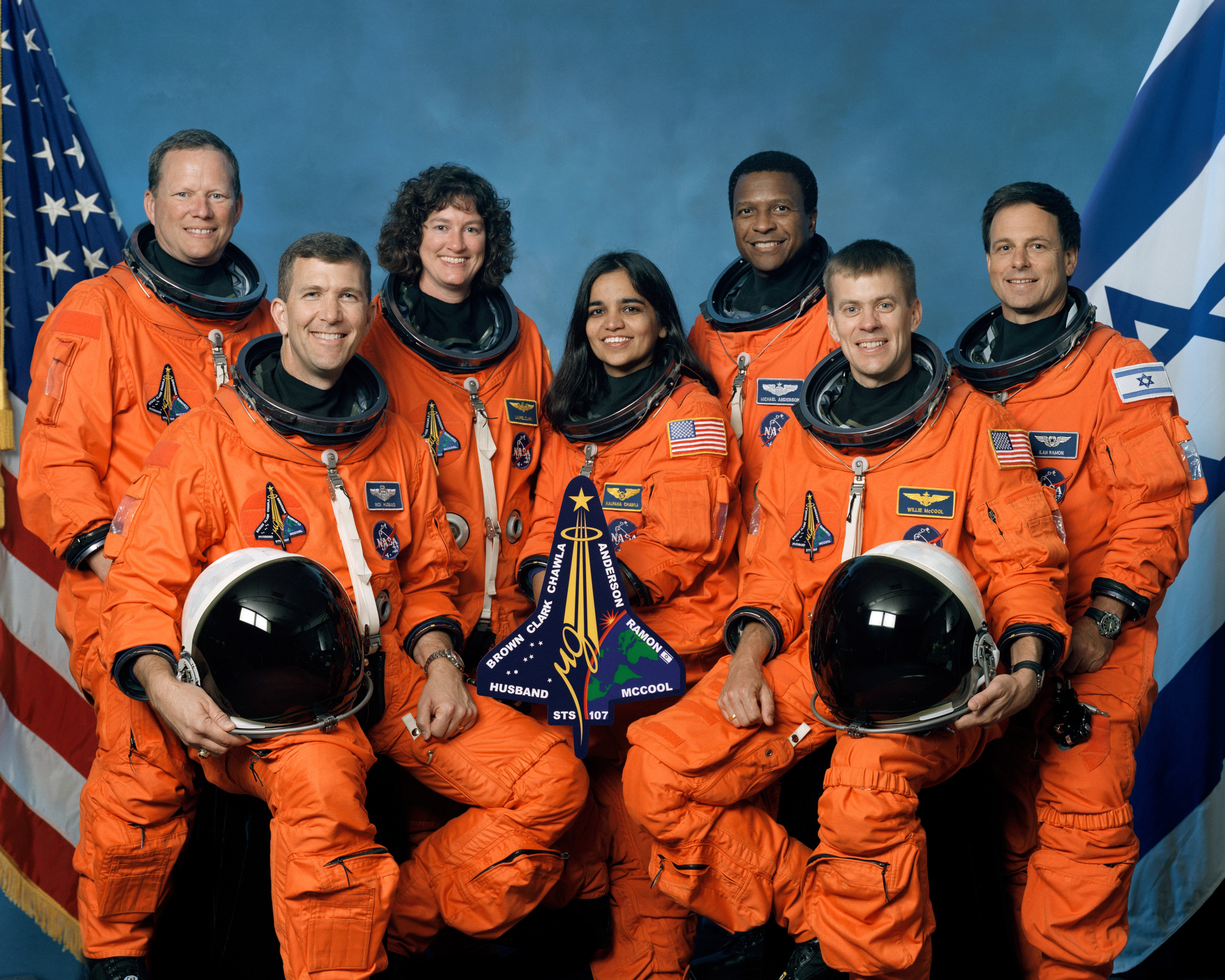
La tripulació de l'STS-107

Insígnia de la missió STS-107

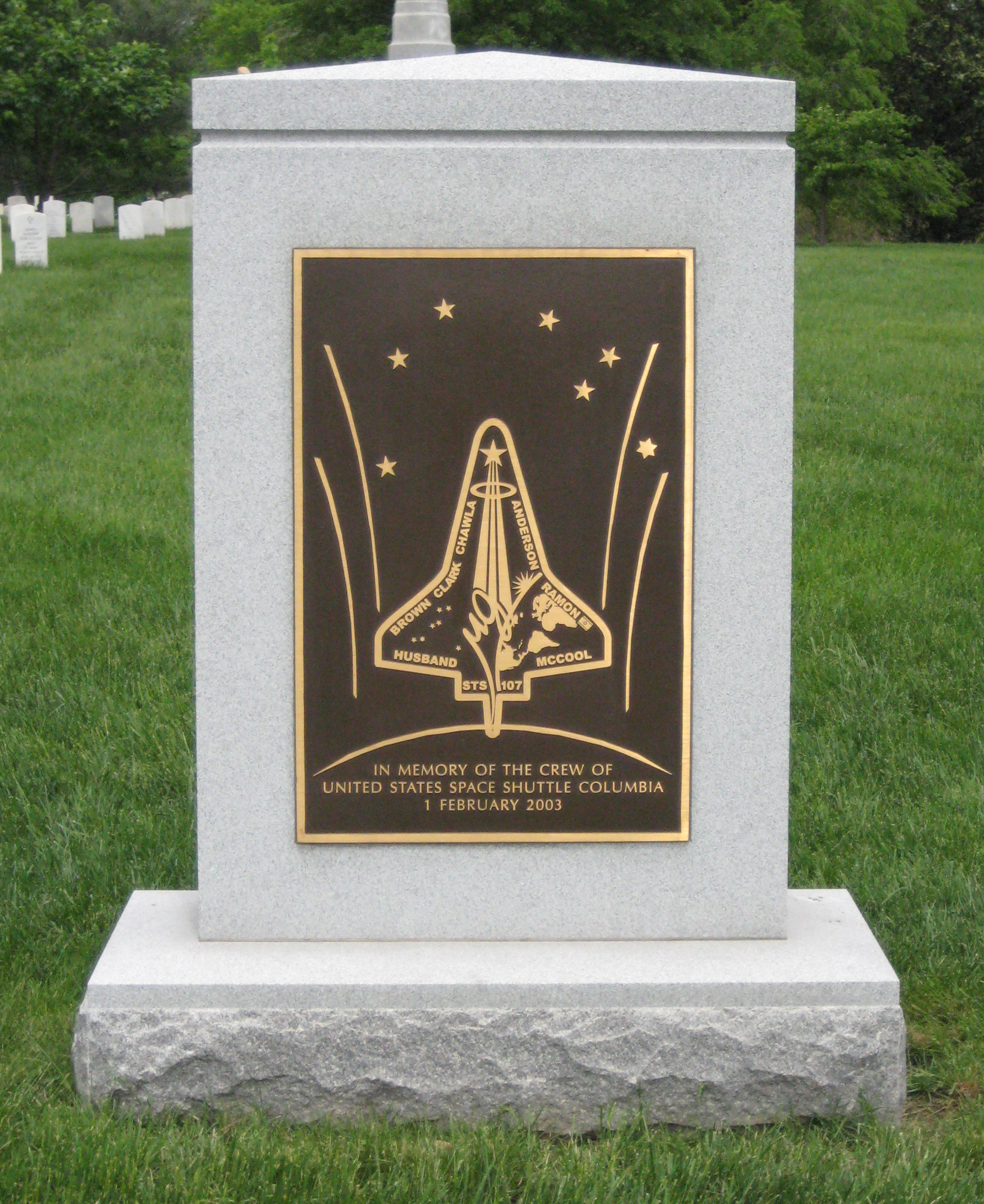
Memorial en honor de la tripulació del Columbia al cementiri d'Arlington

La destrucció del Columbia fou el resultat de danys soferts pel transbordador durant el llançament, quan un tros d'escuma aïllant de la mida d'una petita maleta es desprengué del tanc extern (el dipòsit principal de propergol) de la nau espacial a causa de les forces aerodinàmiques del llançament. Aquest tros impactà contra el caire d'atac de l'ala esquerra, danyant el sistema de protecció tèrmica (TPS), que protegeix el transbordador de la calor generada durant la reentrada a l'atmosfera. Quan el Columbia encara estava en òrbita, alguns enginyers ja sospitaren que s'havien produït danys, però els directors de la NASA limitaren les investigacions, argumentant que encara que es trobessin problemes, no s'hi podria fer res.
El comitè de la NASA encarregat de la seguretat del transbordador declarà que l'escuma del revestiment del tanc extern i altres trossos que impactaren contra el transbordador són problemes de seguretat que cal resoldre abans d'autoritzar un llançament, però que sovint s'havia donat llum verda a llançaments tot i que els enginyers havien detectat un problema en el revestiment d'escuma sense aportar-hi una solució. La majoria de llançaments de transbordadors patiren aquests despreniments d'escuma i danys a les teules tèrmiques, cosa que violava les normes de seguretat. Durant la reentrada de la missió STS-107, la zona danyada permeté als gasos calents penetrar i destruir ràpidament l'estructura interna de l'ala, desencadenant la desintegració del vehicle. Les cerques sobre un vast territori a parts de Texas, Louisiana i Arkansas permeteren recuperar restes dels tripulants i nombrosos fragments del vehicle.
La missió STS-107 fou el 113è llançament del transbordador espacial, i fou retardada divuit vegades al llarg de dos anys, entre la data inicial de llançament (l'11 de gener del 2001) i la data real de llançament (el 16 de gener del 2003). Fou precedida per la missió STS-113. Un retard del llançament a causa de fissures al sistema de propergol del transbordador es produí un mes abans de la data de llançament del 19 de juliol del 2002. La Junta d'Investigació de l'Accident del Columbia (CAIB, de l'anglès Columbia Accident Investigation Board) determinà que aquest retard no havia tingut cap relació amb la fallada estructural que es produí mig any més tard.
La CAIB feu recomanacions tant de caràcter tècnic com de caràcter organitzacional. El programa del transbordador espacial romangué aturat durant més de dos anys després de la catàstrofe, un retard comparable al que seguí el desastre del Challenger. Això aturà la construcció de l'Estació Espacial Internacional, i durant aquest període l'estació depengué completament de l'agència espacial russa pels reaprovisionaments i la rotació de tripulants, fins al vol STS-114.

## Context

### El transbordador espacial
El transbordador espacial era una nau espacial parcialment reutilitzable operada per l'Administració Nacional d'Aeronàutica i Espai (NASA) dels Estats Units. Va volar a l'espai per primera vegada l'abril de 1981. Es va utilitzar per dur a terme investigacions en òrbita i desplegar càrregues útils comercials, militars i científiques. El llançament, era constituït en l'orbitador, que contenia la tripulació i la càrrega útil, el tanc extern (ET) i els dos propulsors de coets sòlids (SRB). Cinc orbitadors operatius van ser construïts durant el programa del transbordador espacial. Columbia va ser el primer orbitador amb classificació espacial construït, després del vehicle de prova atmosfèric Enterprise.